# Acacia curvifructa
Acacia curvifructa är en ärtväxtart som beskrevs av Arturo Erhardo Erardo Burkart. Acacia curvifructa ingår i släktet akacior, och familjen ärtväxter. Inga underarter finns listade i Catalogue of Life.